# 累淵
累淵（累ヶ淵，かさねがふち）是茨城縣常總市羽生町法藏寺後方的鬼怒川沿岸的地名。江戶時代，以此地為舞台的女性累（るい、かさね）的怨靈和除靈物語廣為流傳。
四代目鶴屋南北以此物語為題材，創作『色彩間苅豆』，發展為稱為累物（かさねもの）的許多歌舞伎作品，還有三遊亭圓朝的落語（怪談噺）『真景累淵』。

## 累物語

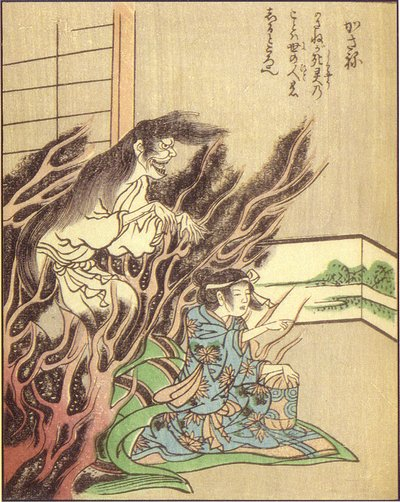
累
『繪本百物語』竹原春泉畫

累物語最早見於元祿3年（1690年）出版的假名草子本『死靈解脱物語聞書』。根據『聞書』，源自慶長17年（1612年）至寛文12年（1672年）的60年間發生的真實故事。
下總國岡田郡羽生村（現茨城縣常總市羽生町）住有百姓・与右衛門、後妻・阿杉和阿杉的女兒・助，助長相醜陋、腳也不方便，与右衛門因而厭惡她。所以，与右衛門把助扔進河裡殺害。翌年，与右衛門和阿杉生了女兒累，但是，累和助長的一模一樣，所以，村人謠傳此為助在作祟。
雙親相次亡故的累迎來谷五郎入贅，成為第二代与右衛門。但是，谷五郎嫌惡累的容姿，計畫殺害累再娶。正保4年（1647年），谷五郎將累推下河殺害。
之後，谷五郎娶了幾個後妻，卻相次死亡。終於和第6個後妻生了女兒菊。寛文12年（1672年），累的怨靈附在菊身上，借菊之口訴說谷五郎的惡事，要求供養，折磨菊的身體。近隣的飯沼弘經寺的修行僧祐天上人聽聞此事，成功讓累解脫成佛，但是，菊又被助的靈附身。上人從村人口中得知累和助的過去，助其解脫。
法藏寺有累之墓，是常總市的指定文化財。又，寺內保存祐天上人用於解脫的數珠・累曼陀羅・木像等。

## 作品化
累淵物語在江戶時代廣為流傳，改編成許多作品。作為怪談廣為人知的契機是四代目鶴屋南北所作的「色彩間苅豆」，其他尚有以下的作品。
- 歌舞伎・文樂『薫樹累物語』
- 『色彩間苅豆』 - 四代目鶴屋南北作
- 讀本『新累解脱物語』 - 曲亭馬琴作
- 落語（怪談噺）『真景累淵』 - 三遊亭圓朝作

## 脚注
1. 1 2 3  累の墓 （页面存档备份，存于） - 常総市ホームページ

## 關連項目
- 怪談
- 累 (漫畫)